# Bergholmen, Pyttis
Bergholmen med Lilla Bergholmen är öar i Finland. De ligger i Finska viken och i kommunen Pyttis i landskapet Kymmenedalen, i den södra delen av landet. Öarna ligger omkring 22 kilometer väster om Kotka och omkring 93 kilometer öster om Helsingfors.
Arean för den av öarna koordinaterna pekar på är 3,3 hektar och dess största längd är 350 meter i nord-sydlig riktning. Närmaste större samhälle är Lovisa, 18,4 km väster om Bergholmen. Bergholmen är i det närmaste ihopvuxen med Prästören i söder.

## Klimat
Klimatet i området är tempererat. Årsmedeltemperaturen i trakten är 4 °C. Den varmaste månaden är augusti, då medeltemperaturen är 16 °C, och den kallaste är december, med 0 °C.